# Sínquisis
En retórica, la sínquisis (del griego σύγχυσις, sýnchysis) o mixtura verborum, dentro de las figuras literarias, es una de las figuras de posición. Se trata del recurso literario que provoca un mayor grado de confusión sintáctica pues, a través de hipérbatos y anástrofes, altera completamente el orden de los elementos de un enunciado. 
Su uso en latín estaba respaldado por la posibilidad de una reconstrucción de ese orden a través de los casos; en español, al carecer de esta categoría gramatical, los casos de sínquisis dificultan enormemente la comprensión del fragmento alterado. 
Ejemplo:

"de mengua seso es muy grande por los ajenos grandes tener los yerros pequeños por los suyos"

(muy grande mengua de seso es tener los yerros ajenos por grandes, los suyos por pequeños).
Don Juan Manuel, El conde Lucanor.